# Процевский, Александр Иванович
Александр Иванович Процевский (укр. Олекса́ндр Іва́нович Проце́вський; 28 марта 1929, Мальцевка, Корочанский район, Центрально-Чернозёмная область, РСФСР, СССР — 11 августа 2016, Харьков, Украина) — советский и украинский учёный-правовед, специалист в области трудового права. Доктор юридических наук (1970), профессор (1972), член-корреспондент Национальной академии правовых наук Украины (2010). Заслуженный деятель науки Украинской ССР (1980).
В 1960-х — 1980-х годах был профессором, заведующим кафедрой трудового права и проректором по учебной работе Харьковского юридического института. Затем, начиная с 1990-х, работал на руководящих должностях в Харьковском национальном педагогическом университете имени Г. С. Сковороды.

## Биография
Александр Процевский родился 28 марта 1929 года в селе Мальцевка Корочанского района Центрально-Чернозёмной области. Помимо Александра в семье было ещё как минимум восемь детей, которые были старше него. Отец, Иван Иванович, занимался шорничеством, а мать, Мария Васильевна, воспитанием детей. Примерно через год после рождения Александра семья Процевских переехала в посёлок Великий Бурлук Купянского округа (с 1932 года — Харьковская область). Там Александр получил среднее образование и начал работать. В 16 лет он начал службу на Черноморском флоте ВМФ СССР. Будучи юнгой, служил на тральщике ТЩ-19, занимавшемся обезвреживанием мин в водах Чёрного моря.
В 1952 году Александр Процевский поступил в Харьковский юридический институт, который окончил в 1956 году. Затем он начал работу в контрольно-следственных органах Севастополя, где занимал должности следователя и помощника прокурора. Позднее Александр Иванович начал учиться в аспирантуре, при этом точно не известно, в каком учреждении. По разным данным это была либо аспирантура на кафедре гражданского права ХЮИ (в 1958 или 1959 году) или во Всесоюзном институте юридических наук (в 1959 году).
Защитив в 1961 году кандидатскую диссертацию, Александр Процевский занял должность ассистента в Харьковском юридическом институте. В 1963 году он стал старшим преподавателем кафедры трудового, колхозного и земельного права, а в следующем году — доцентом той же кафедры. Некоторое время он был профессором кафедры трудового права этого же вуза, а с сентября 1968 по ноябрь 1986 года возглавлял её.
Научно-преподавательскую работу Процевский совмещал с административной. Так, в феврале — сентябре 1968 года он был заместителем декана одного из факультетов вуза, а с 1981 по 1986 (по другим данным либо с 1979 по 1987, либо с 1980 по 1986) год параллельно занимал должность проректора по учебной работе Харьковского юридического института.
Начиная с 1992 (по другим данным — 1991) года Александр Иванович работал в Харьковском национальном педагогическом университете имени Г. С. Сковороды, где занимал должности профессора кафедры правоведения, директора Института экономики и права этого вуза и заведующего кафедрой гражданско-правовых дисциплин.
Александр Иванович Процевский скончался 11 августа 2016 года в Харькове.

## Научная деятельность

### Научные интересы и труды
В круг научно-исследовательских интересов Александра Ивановича Процевского входили ряд таких проблем трудового права, как: предмет, методология, правоотношения и развитие украинского законодательства.
За период своей научной деятельности Александр Иванович написал около 400 научных работ, из которых восемь монографий, два учебника и семь учебных пособий. Основным научными трудами Процевского являются: «Рабочий день и рабочее время по трудовому законодательству» (1963, авторская монография), «Метод советского трудового права» (1972, авторская монография), «Заработная плата и эффективность общественного производства» (1975, авторская монография), «Предмет советского трудового права» (1979, авторская монография), «Трудовое право» (1981, учебник) «Гуманизм норм советского трудового права» (1982, авторская монография), «Каким быть Трудовому кодексу Украины» (1991), «Пути обеспечения баланса интересов сторон трудового договора» (2006), «Трудовое право. Методологические рекомендации по требованиям кредитно-модульной системы обучения» (2007), «Есть ли основания для пересмотра системы права Украины» (2009), «Правовая доктрина Украины: в 5 т. Т. 3. Доктрина частного права Украины» (2013, соавтор монографии), «Методологические основы трудового права» (2014, авторская монография).
Кроме этого, Александр Иванович был главным редактором сборника научных трудов Харьковского национального педагогического университета им. Г. С. Сковороды серии «Право» и входил в состав редакционных коллегий ряда изданий.

### Учёные степени и звания
В 1961 году Александр Иванович написал и защитил во Всесоюзном институте юридических наук диссертацию по теме «Правовое регулирование рабочего времени рабочих и служащих в СССР» на соискание учёной степени кандидата юридических наук. Диссертация состояла из пяти глав. Научным руководителем данной работы выступил профессор М. И. Бару, а официальными оппонентами профессор Н. Г. Александров и доцент Я. И. Киселев.
В 1970 году в Харьковском юридическом институте А. И. Процевский защитил диссертацию на соискание учёной степени доктора юридических наук по теме «Трудовые отношения и метод их правового регулирования» и стал самым молодым в СССР доктором юридических наук по специальности «трудовое право» и единственным доктором юридических наук по этой специальности в Украинской ССР. В различных источниках указывается, что соответствующая учёная степень была присвоена А. И. Процевскому либо в 1970 году, либо в 1971 году. Официальными оппонентами Процевского во время защиты докторской диссертации были профессора С. С. Алексеев, А. С. Пашков и О. В. Смирнов.
Учёное звание профессора, по различным данным, было присвоено А. И. Процевскому в 1972 или 1973 году. С 2010 года был членом-корреспондентом Национальной академии правовых наук Украины, также с 1999 года являлся действительным членом Международной кадровой академии.

### Научно-практическая работа
Начиная с 1960-х годов, Александр Иванович занимался и научно-практической работой. В 1960 году он был назначен консультантом Верховного суда Украинской ССР, и оставался на этой должности вплоть до 1987 года. С 1970 по 1971 год входил в состав рабочей группы, которая занималась созданием Кодекса законов о труде Украинской ССР. В конце 1990-х годов был членом рабочей группы, которая разрабатывала Кодекс законов о труде для стран СНГ, а в 2003 году вошёл в состав рабочей группы, которая создавала проект обновлённого КЗоТУ.
Во время работы надо Кодексом законов о труде Украинской ССР профессор Процевский подал и обосновал идею того, что статьи «Разрыв трудового договора по инициативе собственника или уполномоченного ним органа» и «Дополнительные основания разрыва трудового договора по инициативе собственника или уполномоченного ним органа по отдельным категориям работников при определённых условиях» находились на соседних местах в Кодексе, а не в разных главах.

### Научно-педагогическая работа
Александр Иванович занимался подготовкой учёных-правоведов. По различным оценкам, под его руководством было подготовлено от 39 кандидатов юридических наук — доцентов до 55 кандидатов юридических наук и 7 или 8 докторов юридических наук.
Среди учёных, научным руководителем которых являлся А. И. Процевский, были: Безуглая Я. И. (1978), Бодерскова Н. Н. (1971), Бущенко П. А. (1984), Венедиктов В. С. (1984), Гоц В. Я. (1984), Грущинский И. М. (1983), Жернаков В. В. (1987), Пономаренко О. М. (2005) и Проскудин В. П. (1978).
Помимо этого, Александр Иванович был официальным оппонентом во время защиты диссертаций у ряда учёных-правоведов, среди которых были: Авескулов В. Д., Барабаш Г. А., Занфирова Т. А., Иделиович Л. Л., Король Н. М., Михайленко Н. Т., Неумивайченко Н. Н., Паэлге В. Э., Пилипенко Ф. Д., Свечкарёва Я. В., Середа Е. Г., Сонин О. Е. и Яковлев А. А.
Учёный входил в состав специализированных учёных советов при Киевском национальном университете имени Тараса Шевченко и Институте государства и права имени В. М. Корецкого НАН Украины, а также был членом областного межотраслевого координационно-научного совета по правовому образованию населения. Был главой рабочей группы, которая занималась разработкой «Положения об избрании и принятии на работу научно-педагогических работников высших учебных заведений III и IV уровней аккредитации».

## Личная жизнь
Сын Александра Проценко Виктор Процевский (род. 9 мая 1954, Севастополь) — с 1994 год по 2021 год декан юридического факультета Харьковского национального педагогического университета имени Г. С. Сковороды, доктор юридических наук (2012), профессор (2007).
По воспоминаниям современников Александр Процевский увлекался музыкой, любил слушать песни в исполнении Владимира Высоцкого и Аллы Пугачёвой, а его любимой песней была композиция «Палуба» из кинофильма «Коллеги».

## Награды и память
Александр Иванович был удостоен следующих наград и отличий:
- Заслуженный деятель науки Украинской ССР (20 октября 1981) — «за заслуги в развитии юридической науки и подготовку кадров»[39];
- Юбилейная медаль «65 лет Победы в Великой Отечественной войне 1941—1945 гг.»;
- Почётная грамота Харьковской областной государственной администрации (2012[4] или 2013[5]);
- Дипломант областного конкурса «Высшая школа Харьковщины — лучшие имена» (1999);
- Лауреат конкурса Харьковского национального педагогического университета имени Г. С. Сковороды «Человек года».

Осенью 2019 года кафедра гражданско-правовых дисциплин и трудового права юридического факультета Харьковского национального педагогического университета имени Г. С. Сковороды получила имя профессора А. И. Процевского.
Также в 2019 году к 90-летию учёного в харьковском издательстве «Право» была издана составленная В. А. Процевским, О. Н. Ярошенко, Р. И. Шабановым, Н. И. Иншиным, С. Н. Прилипко и Е. В. Москаленко книга «Избранное», в которой были опубликованы актуальные научные труды А. И. Процевского.